# Arnaldo Forlani

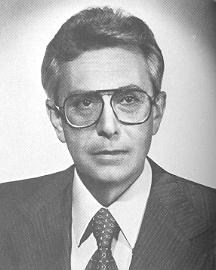
Arnaldo Forlani.

Arnaldo Forlani (Pesaro, 8 december 1925 – Rome, 6 juli 2023) was een Italiaans politicus die van oktober 1980 tot juni 1981 premier van het land was. Hij was lid van de vroegere Democrazia Cristiana.

## Levensloop
Hij werd geboren in de regio Marche.
Na zijn studies in de rechten werd Forlani in 1948 politiek actief bij de DC en werd provinciaal leider van de afdelingen in Pesaro en Urbino. In 1954 werd hij lid van de centrale directie van de DC.
In 1958 werd hij voor het eerst verkozen tot lid van de Kamer van Afgevaardigden, van 1974 tot 1976 was hij minister van Defensie en van 1976 tot 1979 was hij minister van Buitenlandse Zaken. In 1969 werd hij voorzitter van de DC.
Als eerste minister moest hij omgaan met de corruptieschandalen binnen zijn partij, een aardbeving in het zuiden van Italië en een nieuwe golf van terrorisme van linkse beweging. Forlani was bekend als een niet-flamboyant politicus die verdeling in zijn partij probeerde tegen te houden. Tijdens zijn premierschap lekte een lijst uit van de leden van de geheime loge van de P2, waarin veel DC-leden vermeld stonden. Hierdoor ontving Forlani veel kritiek (vooral van de Italiaanse Communistische Partij) en werd hij tot ontslag gedwongen en gevraagd om voor een zekere periode niet meer in de politieke spotlights te komen. Zijn opvolger was de republikein Giovanni Spadolini en hierdoor was er voor het eerst sinds het einde van de Tweede Wereldoorlog geen DC-premier.
In twee regeringen geleid door Bettino Craxi later in de jaren 1980 was Forlani vice-eerste minister. In die periode suggereerden historici ook dat Craxi, Forlani en Giulio Andreotti een geheim pact hadden gesloten om de Italiaanse politiek te controleren.
In 1992 was Forlani kandidaat voor het presidentschap van Italië, maar werd niet verkozen.
Bij het Tangentopoli-schandaal lekte uit dat Forlani illegale inkomsten had ontvangen, waardoor hij de politiek moest verlaten.
Zijn vroegere woordvoerder Pier Ferdinando Casini wordt beschouwd als de politieke opvolger van Forlani.
Forlani overleed op 6 juli 2023 op 97-jarige leeftijd in zijn huis in Rome.
- Bibliothèque nationale de France: cb122527038 (data)
- Gemeinsame Normdatei: 134002350
- International Standard Name Identifier: 0000 0000 2526 4484
- Library of Congress Control Number: n85175821
- Nationale Bibliotheek van Tsjechië: skuk0002495
- Nationale en Universitaire bibliotheek Zagreb: 000116036
- Istituto Centrale per il Catalogo Unico: CFIV003130
- Système universitaire de documentation: 074649043
- Virtual International Authority File: 55588507
- WorldCat: E39PBJy8xMbmx4drVj6p9C3JDq